# 望月ぱすた
望月 ぱすた（もちづき ぱすた、6月25日 - ）は、日本の漫画家。京都府亀岡市出身。血液型はB型。アニメキャラクター「ココモコ♥ハッピー」の絵コンテも務める。

## 経歴
- 京都府立亀岡高等学校卒業。
- 大阪コミュニケーションアート専門学校卒業。
- 『花とゆめ』（白泉社）本誌にて「宇宙の果てからこんにちは」で在学中にデビュー。
- 1999年、第24回白泉社アテナ新人大賞にてデビュー優秀者賞を受賞。
- 「宇宙の果てからこんにちは」

## 代表作
- 宇宙の果てからこんにちは（白泉社刊）